# 유기음
유기음(有氣音, aspirated consonant)은 폐쇄음을 낼 때 거센 공기를 터트리며 내는 소리이다. 대기음(帶氣音)이라고도 하며, 한국어 음운론에서는 특히 거센소리라고 한다.
한국어에서 ㄱ, ㄷ, ㅂ, ㅈ에 대해 ㅋ, ㅌ, ㅍ, ㅊ이 거센 소리이다. 손을 입 앞에 대거나 종이를 입 앞에 대고 발음해 보면 이를 느낄 수 있다. 국제 음성 기호로 유기음은 ʰ로 표기한다. ㄱ, ㄷ, ㅂ를 /k/, /t/, /p/로 표기하므로 ㅋ, ㅌ, ㅍ은 /kʰ/, /tʰ/, /pʰ/로 표기한다.
한국어를 비롯해서 중국어, 힌두어, 아이슬란드어, 태국어, 고대 그리스어, 크메르어, 압하지야어, 아이마라어가 /t/와 /tʰ/를 다른 음소로 구분한다. 알레만 독일어에서도 /p t k/와 /pʰ tʰ kʰ/가 구분되는데, 후자는 보통 자음군으로 분류된다. 아이슬란드어에서는 앞이 유기음화한 닿소리 /ʰp ʰt ʰk/가 있다. 이를 확장 ipa로는 조음 전 기식이라고 하며(음성 기호 앞에 첨자 형태의 h가 붙는다), 영어로 Preaspiration이라고 한다.
유기음만 존재하는 언어로는 독일어 등이 있다. 독일어에는 유기음과 유성음만 존재한다.
영어는 기식의 여부의 차이인 유기음과 무기음으로 자음의 음소를 구분하지 않으며, 성대의 진동 여부인 유성음과 무성음으로만 자음의 음소를 구분한다. 이와 반대로 한국어에서는 자음을 구분할 때 유성음과 무성음 여부는 따지지 않지만, 기식의 강도 차이로 자음의 차이를 구별한다. 자세한 내용은 이음 (음운론) 문서 참조.
더군다나 힌디어에서는 /b d ɡ/와 /bʱ dʱ ɡʱ/가 구분된다. 이를 유성유기음이라고 하며, 대표적인 예시가 바로 Gandhi이다. 다른 말로 짜내기소리라고 한다. 물론 소리도 유기음과 다르게 난다.

## 같이 보기
- 유성음
- 무성음
- 무기음
- 긴장도 (tenseness)
- 경음과 연음 (fortis and lenis)
- 예사소리
- 된소리
- 성대진동 시작 시간 (voice onset time)
- 이음 (음운론) (allophone)